# Pogonomyrmex barbatus

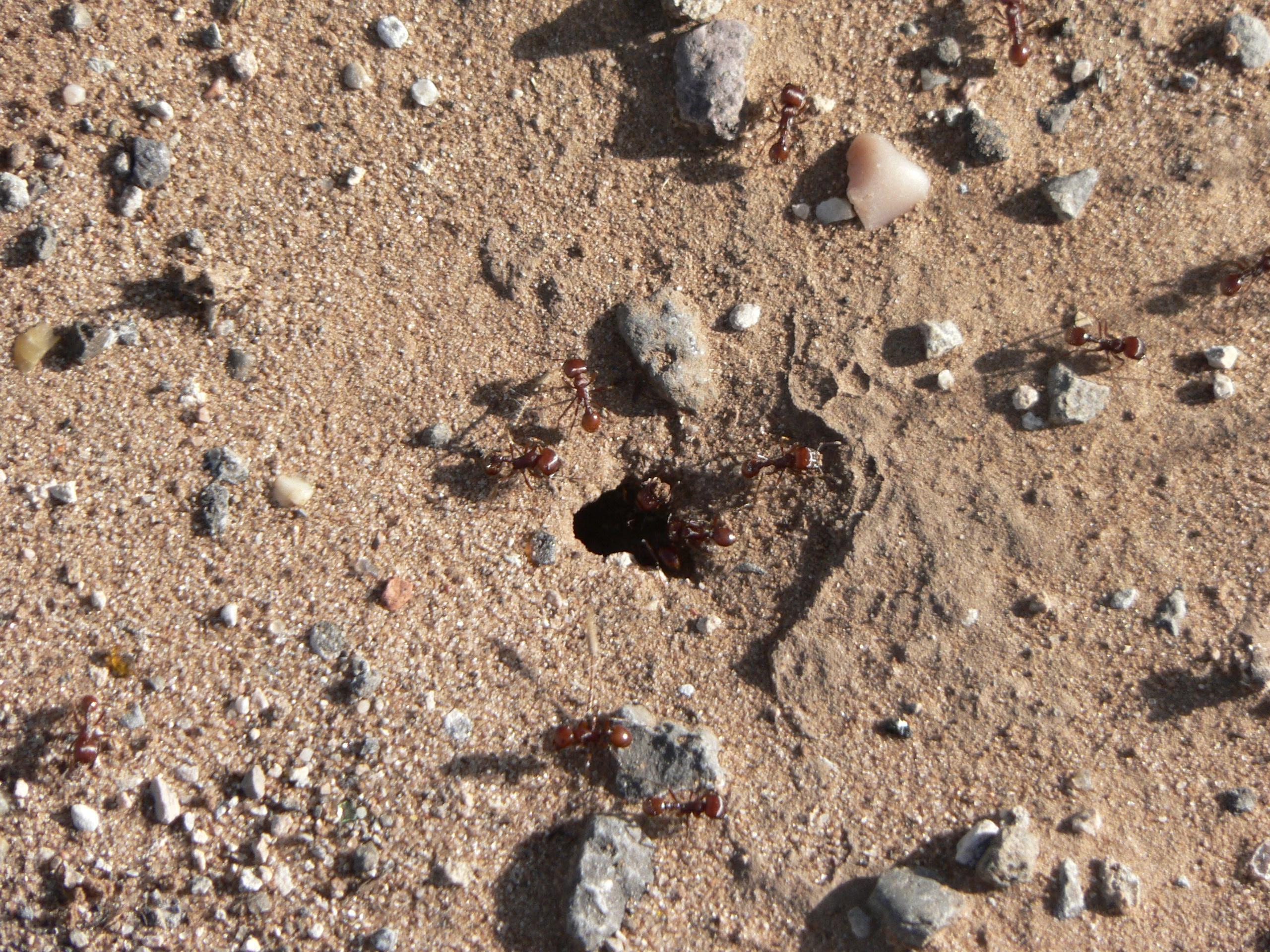
Вход в муравейник Pogonomyrmex barbatus.

Красный американский муравей-жнец, или Бородатый муравей-жнец (лат. Pogonomyrmex barbatus, англ. Red harvester ant) — жалящий вид муравьёв трибы Myrmicini из подсемейства Myrmicinae, имеющий один из самых сильных ядов среди всех насекомых. P. barbatus обладает силой ужаления, равной уровню 3 по шкале Schmidt Sting Pain Index, что больше, чем у шершня и медоносной пчелы. Вид был впервые описан в 1858 году английским энтомологом Фредериком Смитом под названием Myrmica barbata Smith, F. 1858.
Численность семей достигает 12 тыс. муравьёв (Wilson, 1971). У вида Pogonomyrmex barbatus обнаружены паразитические грибки Myrmicinosporidium durum (Chytridiomycetes).

## Распространение
Северная Америка: США.

## Галерея

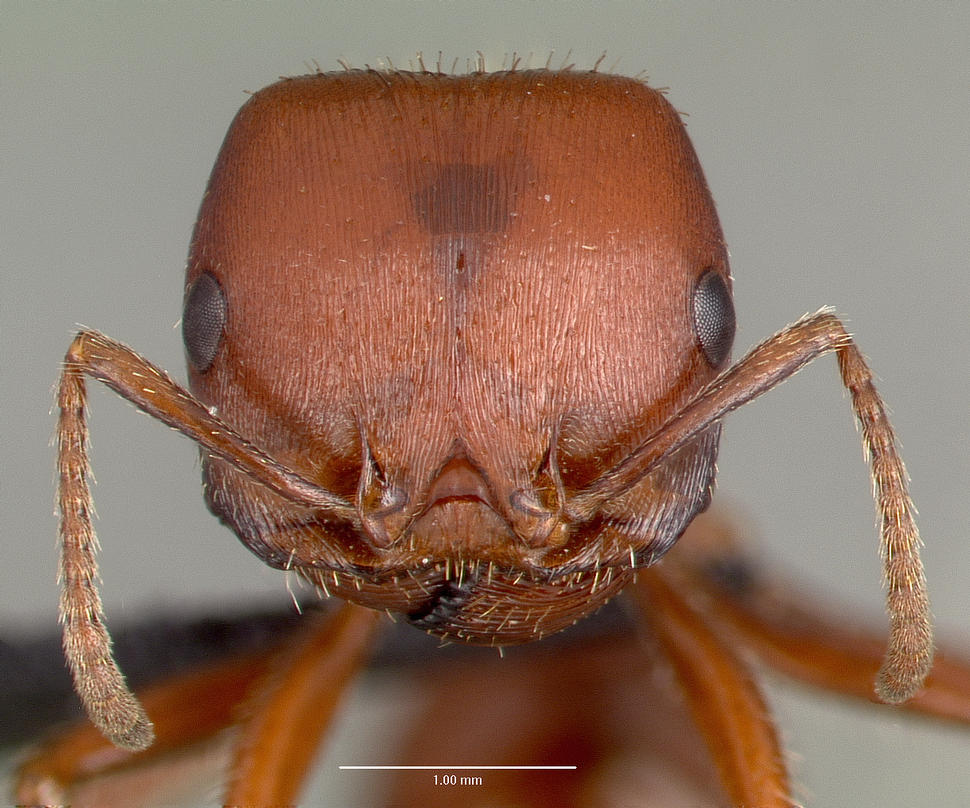
Голова муравья Pogonomyrmex barbatus
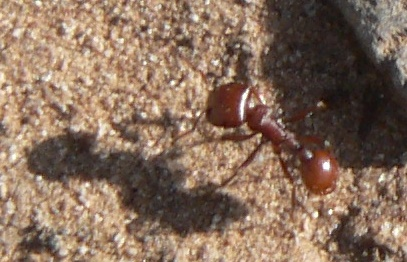
Муравей Pogonomyrmex barbatus
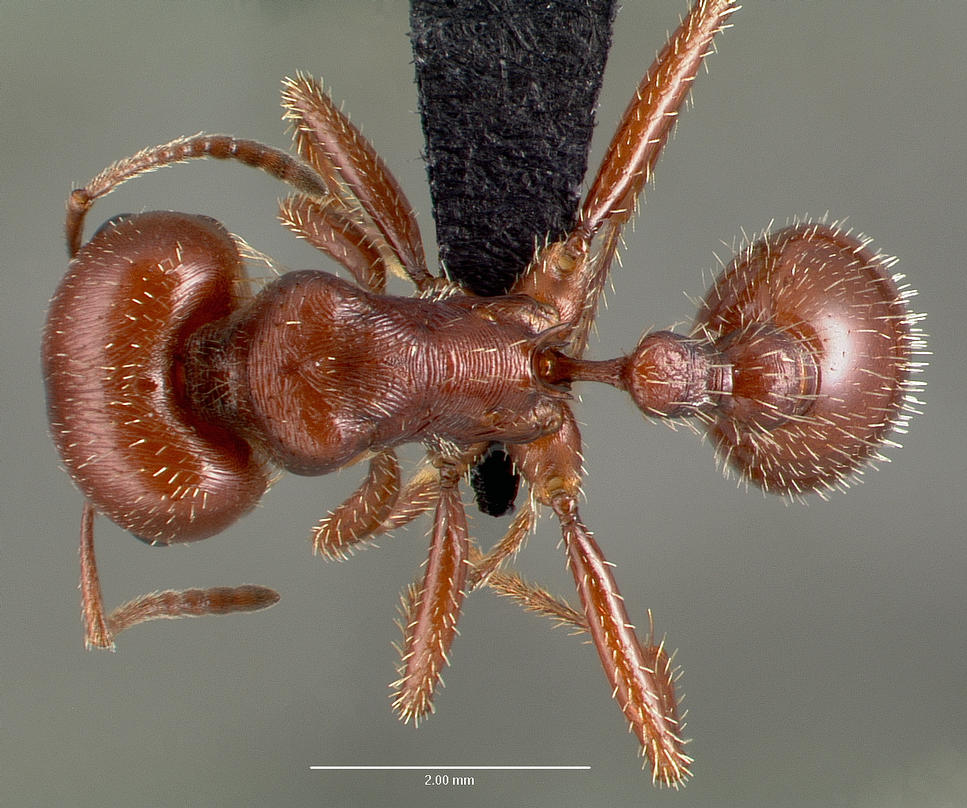
Муравей Pogonomyrmex barbatus
Личинки муравья Pogonomyrmex barbatus